# Moritz Fuchs
Moritz Friedrich Eduard Fuchs (* 27. Juli 1810 in Hohenleuben; † 8. September 1886 in Schleiz) war ein deutscher Richter, Verwaltungsbeamter und Politiker.

## Leben
Fuchs war der Sohn des Advokaten und Amtsaktuars Heinrich Georg Christian Fuchs und dessen Ehefrau Rosina geborene Fink aus Wilde Taube. Fuchs, der evangelisch-lutherischer Konfession war, heiratete Hedwig Maria Schreck verw. Petrick. Ludwig Fuchs war ein Bruder.
Fuchs besuchte das Rutheneum in Schleiz und legte dort Ostern 1830 das Abitur ab und studierte dann Staats- und Rechtswissenschaften. Bis 1836 war er Aktuar am Amtsgericht Hohenleuben und dann Zweiter Ratsaktuar bei der gemeinschaftlichen Landesadministration in Gera, wo er 1838 bis 1841 Landesadministrations-Registrator war. 1841 wurde er Regierungs- und Lehnsekretär beim Geraischen Departement. Zum 1. Oktober 1845 wurde er zum Amtmann beim Justizamt Lobenstein ernannt und erhielt den Titel Justizrat. Am 21. August 1849 wurde er Landrat im Landratsamt Lobenstein. Auch nach mehreren Erweiterungen und Veränderungen des Kreises blieb er bis 1883 in diesem Amt. Nachfolger als Landrat wurde Julius Alberti. Daneben war er auch Kreisdirektor der Land-Feuersozietät für den Landesteil Lobenstein-Ebersdorf, Mitglied des Kompetenzgerichtshofes und Vorstandsmitglied der Kirchen- und Schulkommission der Diözese Schleiz. 
Vom 10. November 1851 bis zum 1. Oktober 1852 und vom 19. November 1865 bis zum 28. August 1874 war er Mitglied im Landtag Reuß jüngerer Linie. Dort war er ab 1865 Alterspräsident und 1865/66 Landtagsvizepräsident.

## Auszeichnungen
- Fürstliches Zivil-Ehrenkreuz I. Klasse (1871)
- Königlich preußischer Roter Adlerorden III. Klasse (1865)
- Ritterkreuz I. Klasse des königlich sächsischen Albrechts-Ordens (1881)
- Geheimer Regierungsrat (1883)